# Tineke Van Ingelgem

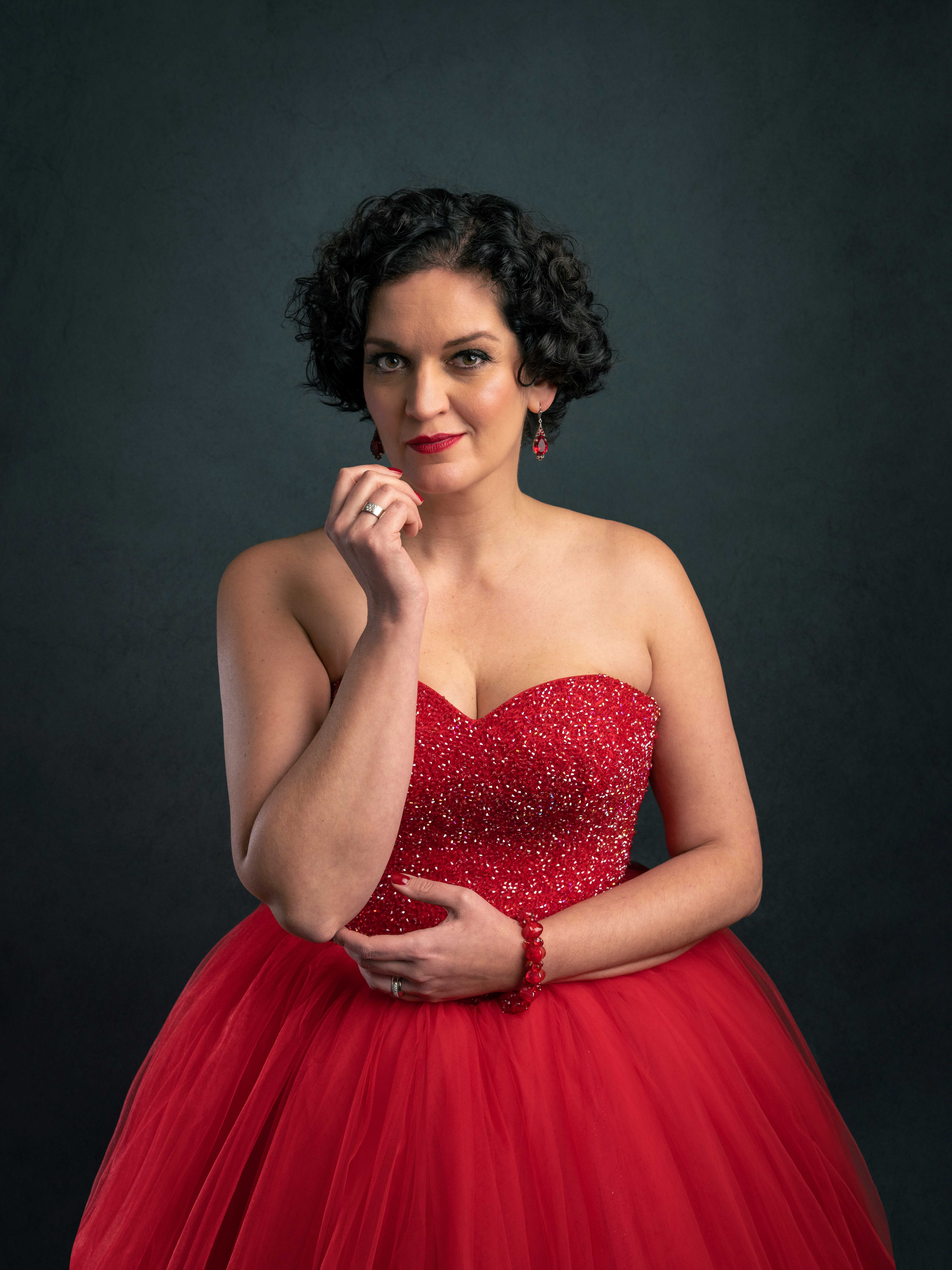
Tineke Van Ingelgem ((c) Johannes Vande Voorde)

Tineke Van Ingelgem is een Belgische operazangeres en Klara-presentatrice. Ze is een van de weinige Belgische zangers die ooit als solist in de Scala van Milaan zongen.
Ze specialiseert zich in de grote rollen van het Germaanse en Oost-Europese repertoire: zo zong ze Marschallin/Der Rosenkavalier aan de Opéra Grand Avignon, het Luzerner Theater en Theater Trier, Rusalka in Opera Vlaanderen, Chrysothemis/Elektra in het Teatro Politeama van Palermo, Jenny/Aufstieg und Fall der Stadt Mahagonny aan het Grand Théâtre de Luxembourg en in Opera Vlaanderen, Second Niece/Peter Grimes in Teatro alla Scala en Opéra de Monte-Carlo en Ortlinde/Die Walküre in De Munt.
Tinekes stemkleur leent zich ook voor het Frans-Italiaanse repertoire. Naast o.a. Mimì/La Bohème, Alice Ford/Falstaff, Micaela/Carmen (Opéra Royal de Wallonie, concertant) en La maestra delle novizie - Suora Infirmiera - La Ciesca/Il Trittico (De Munt) werd Médée/Cherubini haar visitekaartje. Ze zong deze titelrol in de Opéra de Dijon en de Opéra de Rouen, en werd uitgenodigd als cover voor Médée aan de Staatsoper Berlin, o.l.v. Daniel Barenboim.
Naast deze dramatische partijen kon Tineke ook haar komische acteertalent tonen in operetterollen als Gräfin Mariza (Landestheater Linz), Rosalinde/Die Fledermaus (stadsschouwburg Leuven) en Diane/Orphée aux Enfers (Opéra Royal de Wallonie).
Tineke begon haar carrière in eigen land (in De Munt, Opera Vlaanderen en de Opéra Royal de Wallonie) met rollen als Erste en Zweite Dame/Die Zauberflöte, Second Niece/Peter Grimes, Blumenmädchen/Parsifal, Erste Magd/Daphne en Mrs. Naidoo/Satyagraha. Internationaal werd ze uitgenodigd door het Grand Théâtre de Genève als Blumenmädchen/Parsifal en door de Opéra de Monte-Carlo en de Opera de Oviedo als Second Niece/Peter Grimes.
Tineke is ook actief als liedzangeres en in de oratoriumwereld. Ze verzorgt regelmatig recitals in binnen- en buitenland en zong o.a. Ein deutsches Requiem/Brahms (Opera Vlaanderen), Marguerite/Jeanne d'Arc au bûcher (De Munt), Wesendoncklieder/Wagner (De Munt) en Te Deum/Bruckner (De Munt).
Tineke behaalde eerst een Licentie Germaanse Talen aan de universiteiten van Brussel en Leuven en aansluitend een Master in zang aan het Lemmensinstituut te Leuven, met grootste onderscheiding en felicitaties van de jury. Tineke is zakelijk en artistiek leider van Opera Caramba!, een operacompagnie voor kinderen, waarmee ze al meer dan 500 schoolvoorstellingen speelde. In 2020 won Tineke de KLARA voor "Doorbraak van het jaar". Tineke komt uit een muzikale familie en is de dochter van Kristiaan Van Ingelgem en de zus van Maarten Van Ingelgem.
In 2025 begon Van Ingelgem als presentatrice op Klara van het programma 'Iedereen Klassiek'.

## Uitgevoerde rollen
| 2024 | La Monnaie De Munt          | R. Wagner       | Die Walküre                           | Ortlinde                                    |
| 2024 | Teatro Regio Torino         | G. Puccini      | Gianni Schicchi                       | La Ciesca                                   |
| 2024 | Teatro Regio Torino         | G. Puccini      | Suor Angelica                         | La maestra delle novizie & Suora infirmiera |
| 2023 | Teatro alla Scala           | B. Britten      | Peter Grimes                          | Second Niece                                |
| 2023 | Luzerner Theater            | R. Strauss      | Der Rosenkavalier                     | Marschallin                                 |
| 2023 | Grand Théâtre de Genève     | R. Wagner       | Parsifal                              | Blumenmädchen                               |
| 2023 | Zomeropera Alden Biesen     | F. Lehár        | Die lustige Witwe (concertant)        | Hanna Glawari                               |
| 2023 | Zomeropera Alden Biesen     | G. Puccini      | Gianni Schicchi                       | La Ciesca                                   |
| 2022 | Opéra Grand Avignon         | R. Strauss      | Der Rosenkavalier                     | Marschallin                                 |
| 2022 | Teatro Politeama di Palermo | R. Strauss      | Elektra (concertant)                  | Chrysothemis                                |
| 2022 | Grand Théâtre de Luxembourg | K. Weill        | Aufstieg und Fall der Stadt Mahagonny | Jenny                                       |
| 2022 | Theater Trier               | R. Strauss      | Der Rosenkavalier                     | Marschallin                                 |
| 2022 | Opera Ballet Vlaanderen     | K. Weill        | Aufstieg und Fall der Stadt Mahagonny | Jenny                                       |
| 2022 | La Monnaie De Munt          | G. Puccini      | Gianni Schicchi                       | La Ciesca                                   |
| 2022 | La Monnaie De Munt          | G. Puccini      | Suor Angelica                         | La maestra delle novizie & Suora infirmiera |
| 2022 | Elisabethzaal Antwerpen     | R. Vandermeulen | Tropenliefde                          | Erato                                       |
| 2020 | Opera Ballet Vlaanderen     | A. Dvořák       | Rusalka                               | Rusalka                                     |
| 2019 | Opera Ballet Vlaanderen     | A. Dvořák       | Rusalka                               | Rusalka                                     |
| 2019 | La Monnaie De Munt          | A. Honegger     | Jeanne d'Arc au bûcher                | Marguerite                                  |
| 2019 | Opéra Royal de Wallonie     | G. Verdi        | Aida                                  | Gran Sacerdotessa                           |
| 2018 | Staatsoper Berlin           | L. Cherubini    | Médée                                 | Médée (cover)                               |
| 2018 | Opéra de Rouen              | L. Cherubini    | Médée                                 | Médée                                       |
| 2018 | Opéra de Monte-Carlo        | B. Britten      | Peter Grimes                          | Second Niece                                |
| 2018 | La Monnaie De Munt          | W. A. Mozart    | Die Zauberflöte                       | Erste Dame                                  |
| 2018 | Opera Ballet Vlaanderen     | P. Glass        | Satyagraha                            | Mrs. Naidoo                                 |
| 2017 | Opéra Royal de Wallonie     | G. Verdi        | Falstaff (concertant)                 | Alice Ford                                  |
| 2017 | Opéra Royal de Wallonie     | G. Puccini      | La Bohème (concertant)                | Mimì                                        |
| 2017 | Opéra Royal de Wallonie     | G. Bizet        | Carmen (concertant)                   | Micaela                                     |
| 2017 | Opera Ballet Vlaanderen     | W. A. Mozart    | Die Zauberflöte                       | Zweite Dame                                 |
| 2017 | LOD                         | D. Janssens     | Menuet                                | Die Frau                                    |
| 2016 | Opéra de Dijon              | L. Cherubini    | Médée                                 | Médée                                       |
| 2016 | Opera Ballet Vlaanderen     | K. Weill        | Aufstieg und Fall der Stadt Mahagonny | Jenny                                       |
| 2016 | Opera Ballet Vlaanderen     | W. A. Mozart    | Die Zauberflöte                       | Zweite Dame                                 |
| 2014 | La Monnaie De Munt          | R. Strauss      | Daphne                                | Erste Magd                                  |
| 2014 | privé-productie             | K. Weill        | Die Dreigroschenoper                  | Polly                                       |
| 2014 | La Monnaie De Munt          | W. A. Mozart    | Don Giovanni                          | Zerlina                                     |
| 2013 | Opera Ballet Vlaanderen     | W. A. Mozart    | Die Zauberflöte                       | Zweite Dame                                 |
| 2013 | Grand Théâtre de Luxembourg | R. Wagner       | Parsifal                              | Blumenmädchen                               |
| 2013 | Opera Ballet Vlaanderen     | R. Wagner       | Parsifal                              | Blumenmädchen                               |
| 2012 | Landestheater Linz          | E. Kálmán       | Gräfin Mariza                         | Gräfin Mariza                               |
| 2012 | Opera de Oviedo             | B. Britten      | Peter Grimes                          | Second Niece                                |
| 2012 | Opera Ballet Vlaanderen     | W. A. Mozart    | Die Zauberflöte                       | Zweite Dame                                 |
| 2012 | Opéra Royal de Wallonie     | L. Adam         | Sybil et les silhouettes              | La chancelière                              |
| 2011 | Landestheater Linz          | E. Kálmán       | Gräfin Mariza                         | Gräfin Mariza                               |
| 2011 | La Monnaie De Munt          | R. Wagner       | Parsifal                              | Blumenmädchen                               |
| 2010 | Opera Ballet Vlaanderen     | B. Britten      | Peter Grimes                          | Second Niece                                |
| 2010 | Lyrica                      | R. Benatzky     | Im weissen Rössl                      | Josepha                                     |
| 2009 | Opéra Royal de Wallonie     | G. Verdi        | La Traviata                           | Flora                                       |
| 2008 | Opéra Royal de Wallonie     | G. Verdi        | Macbeth                               | La dama di Lady Macbeth                     |
| 2006 | Opéra Royal de Wallonie     | J. Offenbach    | Orphée aux Enfers                     | Diane                                       |
| 2004 | Stadsschouwburg Leuven      | J. Strauss      | Die Fledermaus                        | Rosalinde                                   |

## Pers
- Interview Opera Online (2022): "J'accepte ce que la vie me donne."
- Interview De Morgen (2016): "De Beyoncé van de opera"
- Interview Tous à l'opéra (2016): "Médée à l'opéra de Dijon"